# Medtronic

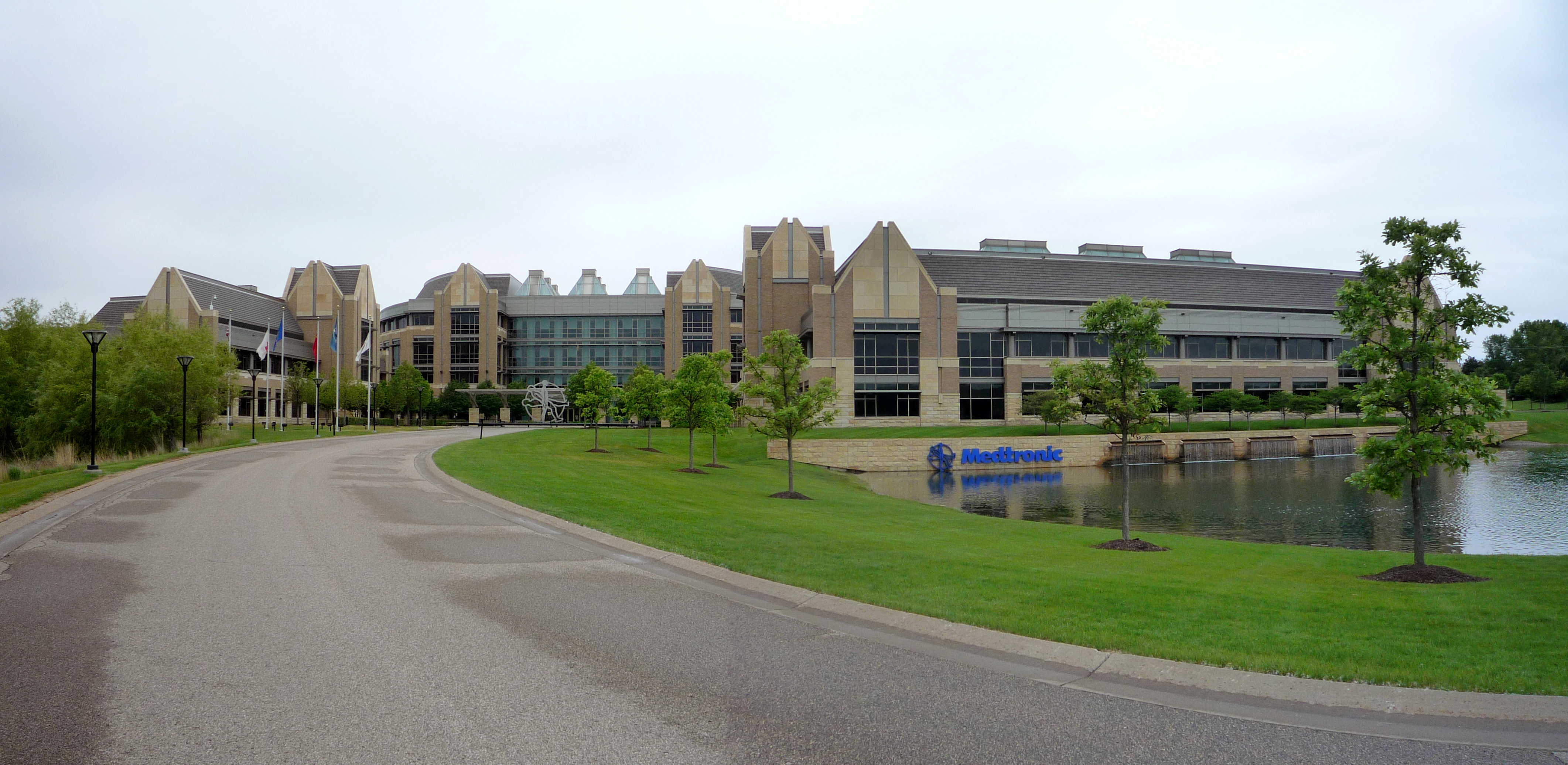
Medtronic-Verwaltung in Fridley, Minnesota

Medtronic plc mit Hauptsitz in Dublin ist ein börsennotiertes Unternehmen auf dem Gebiet der Medizintechnik. Das Unternehmen ist in den Aktienindizes S&P 100 und S&P 500 sowie dem Global Challenges Index vertreten.
Bekannt ist die Firma für ihre Herzschrittmacher, implantierbare Kardioverter-Defibrillatoren, Herzklappen, Insulinpumpen, Aortenstentgrafts, Koronarstents und Neurostimulatoren. Von Medtronic werden mehr als die Hälfte aller weltweit implantierten Herzschrittmacher hergestellt.

## Geschichte
Das Unternehmen wurde 1949 von Earl Bakken und Palmer Hermundslie gegründet. Momentan sind 91.000 Mitarbeiter bei Medtronic beschäftigt, die einen Umsatz von rund 29,7 Mrd. US-Dollar generieren.
Im Juni 2014 wurden Pläne bekannt, den irischen Konkurrenten Covidien zu kaufen. Die Übernahme wurde am 27. Januar 2015 abgeschlossen und der Sitz von Medtronic von Fridley, Minnesota nach Dublin verlegt.
Im August 2016 gab Medtronic die Übernahme von HeartWare International bekannt.

## Deutschland
Die Medtronic GmbH in Deutschland hat seit 1970 ihren Sitz in Meerbusch. Ende 2008 wurde dort der neue Deutschlandsitz bezogen. Dort arbeiten etwa 240 der rund 800 deutschen Mitarbeiter.

## Europa
Die Medtronic Österreich GmbH wurde am 12. April 1973 gegründet und hat ihren Sitz in Wien. Medtronics Hauptsitz für EMEA befindet sich in Tolochenaz (VD) in der Schweiz. In Europa sind über 6.000 Mitarbeiter tätig.

## Image-, Produkt- und Sicherheitsprobleme

### Implant files
Im November 2018 berichtete die Süddeutsche im Zuge der Implant Files genannten internationalen Recherchen zu mangelhaften Implantaten: „Seit Jahren steht Medtronic im Ruf, in Interessenkonflikte, Steuertricks und Korruption verstrickt zu sein.“

### ICD-Elektroden
Ende 2007 wurde bekannt, dass die Elektroden der Serie Sprint Fidelis unter Umständen brechen können und mit fünf Todesfällen in den USA in Zusammenhang gebracht werden, Medtronic zahlte im Jahr 2010 an 3.700 Kläger 268 Mio. US-Dollar.

### IT-Sicherheitslücken
Anfang des Jahres 2017 informierten die Hacker Billy Rios und Jonathan Butts das Unternehmen über eine Schwachstelle in seinen Insulinpumpen. Rios und Butts programmierten u. a. eine Android-App, mit der sich indirekt die Insulindosierung mehrerer Pumpen aus verschiedenen Serien drahtlos manipulieren ließ. Erst Mitte 2019 reagierte Medtronic auf diese Informationen mittels eines Rückrufs. Außerdem wurden im August 2018 schwere Sicherheitslücken in der Software der Herzschrittmacher Adapta bekannt. Diese lassen sich mit geringem Aufwand dazu bewegen, manipulierte Firmware auszuführen oder den Betrieb ganz einzustellen. Auch hierauf wurde Medtronic von Rios und Butts bereits 18 Monate zuvor hingewiesen, zeigte sich aber unwillig, Abhilfe zu schaffen, weshalb Rios den Bug veröffentlichte. Im Oktober 2018 erhielt Medtronic dafür den österreichischen Negativpreis Big Brother Award in der Kategorie Business und Finanzen. Die US-amerikanische Cybersecurity and Infrastructure Security Agency (CISA) warnte in einem Beitrag Anfang des Jahres 2019 über zwei ähnliche Sicherheitslücken in vielen Defibrillator-Implantaten des Herstellers. Stand Januar 2020 sind diese Lücken für einige Modelle mittlerweile geschlossen, aber für andere weiterhin offen.

### Vorwürfe zu Lücken im Datenschutz
Medtronic sieht sich einer Sammelklage gegenüber, die das Unternehmen und seine Tochtergesellschaft MiniMed beschuldigt, sensible Patientendaten ohne Zustimmung weitergegeben zu haben. Die Klage wurde im Namen eines Nutzers der InPen Diabetes Management App eingereicht, der im April 2023 erfuhr, dass seine persönlichen und geschützten Gesundheitsinformationen an Drittanbieter wie Google weitergeleitet wurden. Zu den weitergegebenen Daten gehören Namen, Telefonnummern, E-Mail-Adressen, IP-Adressen, Gerätekennungen und andere sensible medizinische Informationen.
Die Klage argumentiert, dass Medtronic und MiniMed bewusst entschieden haben, Tracking- und Authentifizierungstechnologien wie Google Analytics, Crashlytics und Firebase Authentication zu verwenden, um diese Daten zu sammeln und zu teilen. Diese Praktiken stehen im Widerspruch zu den Datenschutzrichtlinien und könnten gegen den Health Insurance Portability and Accountability Act (HIPAA) verstoßen, der den Schutz solcher Informationen sicherstellen soll.
Medtronic wies die Vorwürfe zurück und betonte, dass der Schutz von Patientendaten höchste Priorität habe und dass das Unternehmen robuste Prozesse und Technologien zum Schutz dieser Informationen einsetze.